# The New Classic
Albums de Iggy Azalea
In My Defense
(2019)
Singles
1. Work (en)
Sortie : 17 mars 2013
2. Bounce
Sortie : 24 mai 2013
3. Change Your Life
Sortie : 12 septembre 2013
4. Fancy
Sortie : 17 février 2014
5. Black Widow
Sortie : 8 juillet 2014

The New Classic est le premier album studio d'Iggy Azalea, sorti le 21 avril 2014 au Royaume-Uni et le 22 avril 2014 aux États-Unis.

## Liste des titres
| No  | Titre                             | Durée |
| --- | --------------------------------- | ----- |
| 1.  | Walk the Line                     | 3:38  |
| 2.  | Don't Need Y'all                  | 3:33  |
| 3.  | 100 (featuring Watch The Duck)    | 4:09  |
| 4.  | Change Your Life (featuring T.I.) | 3:40  |
| 5.  | Fancy (featuring Charli XCX)      | 3:19  |
| 6.  | New Bitch                         | 3:37  |
| 7.  | Work                              | 3:43  |
| 8.  | Impossible Is Nothing             | 3:10  |
| 9.  | Goddess                           | 3:10  |
| 10. | Black Widow (featuring Rita Ora)  | 3:29  |
| 11. | Lady Patra (featuring Mavado)     | 3:56  |
| 12. | Fuck Love                         | 2:39  |

| 13. | Bounce      | 2:47 |
| 14. | Rolex       | 3:23 |
| 15. | Just Askin' | 2:58 |

| 16. | Fancy (GTA Remix) (featuring Charli XCX) | 4:12 |
| 17. | Bounce (Jester Remix)                    | 2:40 |

## Classements hebdomadaires
| Classement (2014)                   | Meilleure position |
| ----------------------------------- | ------------------ |
| Allemagne (Media Control AG)        | 83                 |
| Australie (ARIA)                    | 2                  |
| Belgique (Flandre Ultratop)         | 48                 |
| Belgique (Wallonie Ultratop)        | 65                 |
| Canada (Canadian Albums)            | 2                  |
| Danemark (Tracklisten)              | 29                 |
| Écosse (OCC)                        | 6                  |
| États-Unis (Billboard 200)          | 3                  |
| États-Unis (Top R&B/Hip-Hop Albums) | 1                  |
| Finlande (Suomen virallinen lista)  | 24                 |
| France (SNEP)                       | 99                 |
| Irlande (IRMA)                      | 13                 |
| Norvège (VG-lista)                  | 6                  |
| Nouvelle-Zélande (RIANZ)            | 3                  |
| Pays-Bas (Mega Album Top 100)       | 58                 |
| Royaume-Uni (UK Albums Chart)       | 5                  |
| Royaume-Uni (R&B Albums)            | 1                  |
| Suède (Sverigetopplistan)           | 12                 |

## Certifications
| Pays                  | Certification | Unités certifiées |
| --------------------- | ------------- | ----------------- |
| Australie (ARIA)      | Or            | 35 000            |
| Canada (Music Canada) | Or            | 40 000            |
| États-Unis (RIAA)     | Platine       | 1 000 000         |
| Royaume-Uni (BPI)     | Argent        | 60 000            |